# Doryodes insularia
Doryodes insularia är en fjärilsart som beskrevs av George Francis Hampson 1904. Doryodes insularia ingår i släktet Doryodes och familjen nattflyn. Inga underarter finns listade i Catalogue of Life.